# Pancratieae
Pancratieae es una tribu perteneciente a la familia Amaryllidaceae. Incluye  a los  géneros Pancratium y Vagaria, los que se hallan distribuidos en el Viejo Mundo. Pancratium es el miembro de la tribu con una distribución más amplia.